# Оганесян, Оганес Варданович
Огане́с Варда́нович Оганеся́н (3 июня 1933, Батуми, Аджарская АССР, Грузинская ССР, СССР — 14 июля 2010, Москва, Российская Федерация) — академик РАМН, руководитель клиники ортопедии взрослых Центрального научно-исследовательского института травматологии и ортопедии им Н. Н. Приорова с 1978 г.

## Биография
Окончил Ереванский медицинский институт. Продолжил образование в Московском институте травматологии и ортопедии — ЦИТО.
Заведующий отделением ортопедии взрослых (№ 8) ФГУ ЦИТО им. Н. Н. Приорова.
Разработал методы восстановления формы и функций поврежденных суставов конечностей из собственных тканей с помощью шарнирно-дистракционных аппаратов, изучение биомеханических особенностей и фрикционных свойств суставов. Экспериментально и клинически установил явление полной регенерации хрящевой ткани поврежденных суставов при определённых условиях (1978 г.).
Автор более 400 научных работ, в числе которых 12 монографий. Ему принадлежит научное открытие, он является автором 92 изобретений, имеет 44 зарубежных (США, Англия, Швеция, Швейцария, Канада, ФРГ, Франция, Япония) и 4 российских патента. Выпускаемые серийно 9 видов аппаратов для лечения переломов костей и повреждений суставов, разработанные О. В. Оганесяном, применяются в России и экспортированы в 24 страны; 16 раз аппараты награждались медалями ВДНХ и 11 раз — медалями и грамотами зарубежных стран. Под его руководством защищены 24 кандидатские и 8 докторских диссертаций.
После землетрясения в Армении переоборудовал своё отделение в лазарет для все прибывающих из зоны бедствия. Вместе с коллегами, провел множество операций по спасению конечностей и восстановлению их двигательной способности.
Работал в Сербии, спасая жизни участников межнационального конфликта.
Профессор кафедры травматологии и ортопедии Московской медицинской академии им. И. М. Сеченова, консультант клиник Медицинского центра Управления делами Президента РФ.
Член Межведомственного научного совета по травматологии и ортопедии РАМН и Минздравсоцразвития РФ, правления Всероссийского общества травматологов-ортопедов, Международного общества хирургической ортопедии и травматологии, Всемирного концерна по травматологии и ортопедии, редакционной коллегии журнала «Вестник травматологии и ортопедии».
Похоронен в Москве на Троекуровском кладбище.

## Основные труды
- Восстановление формы и функции кисти и пальцев с помощью аппаратов наружной чрескостной фиксации

О. В. Оганесян, И. Н. Шинкаренко, В. П. Абельцев. М., 1984
- Восстановление формы и функции суставов и костей (аппаратами авторов) / М. В. Волков, О. В. Оганесян. М., 1986
- Восстановление формы и функции голеностопного сустава шарнирно-дистракционными аппаратами / О. В. Оганесян, А. В. Коршунов, С. В. Иванников. 2003
- Основы наружной чрескостной фиксации. 2004

## Награды и звания
Награждён орденом Почета (2004).
Дважды лауреат Государственных премий СССР, лауреат Государственной преми РФ (1999).
Заслуженный деятель науки РСФСР, заслуженный изобретатель РФ.